# 1746 w polityce

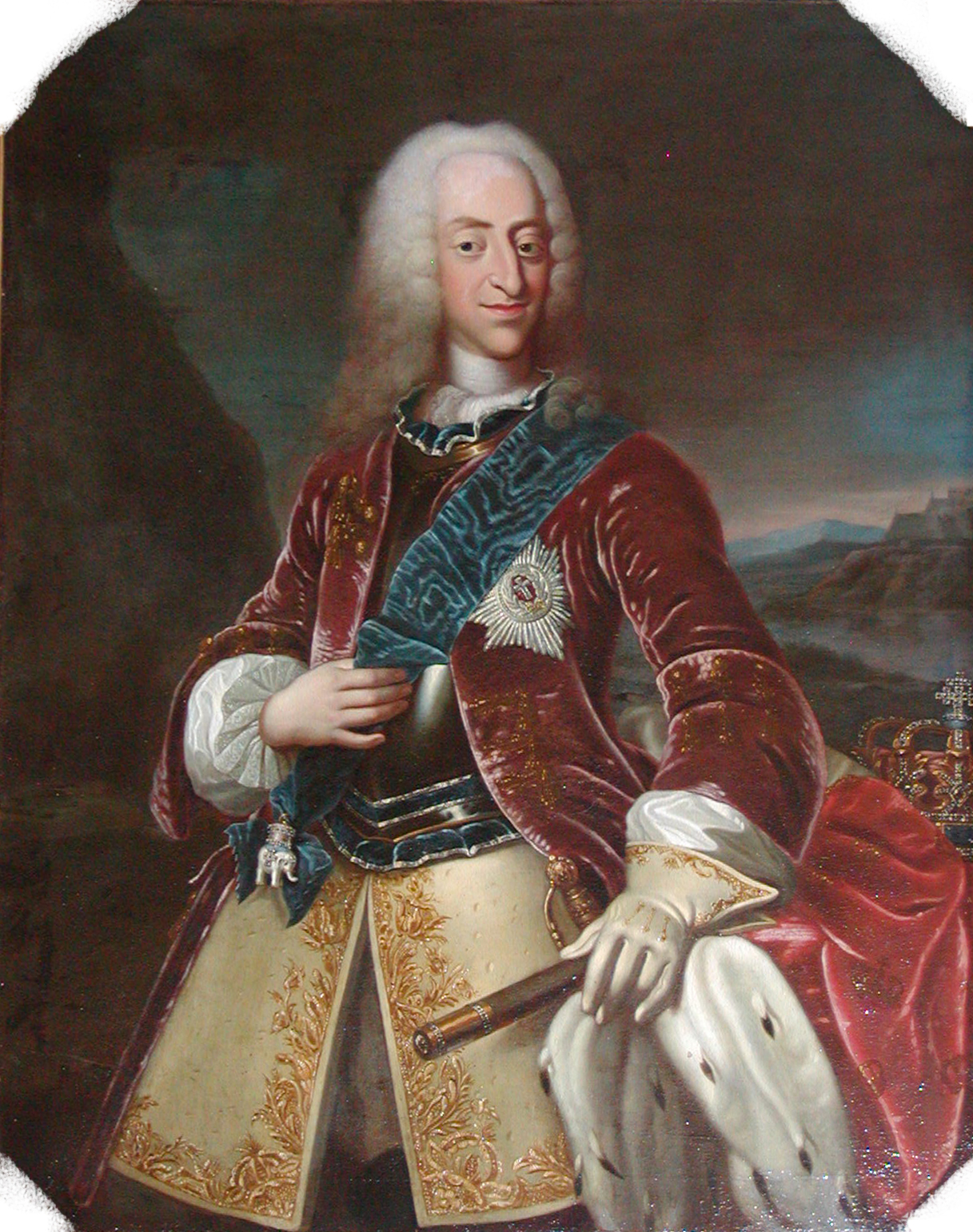
Chrystian VI Oldenburg

Wydarzenia polityczne w 1746 roku.

## Zmarli
- 6 sierpnia Chrystian VI Oldenburg, król Danii i Norwegii[1].